# Sa Majesté le sang
 (juillet 2025).
Pour plus de détails, voir Fiche technique et Distribution.
Sa Majesté le sang (titre original : Sua Maestà il sangue) est un film muet italien réalisé par Roberto Roberti, sorti en 1913.

## Fiche technique
- Titre : Sa Majesté le sang
- Titre original : Sua Maestà il sangue
- Réalisation : Roberto Roberti
- Société de production : Aquila Films
- Pays de production :  Italie
- Langue : Italien
- Format : Noir et blanc — 35 mm — 1,33:1 — Son : Muet
- Dates de sortie : 
  - Italie : mars 1913
  - France : 28 mars 1913
  - Espagne : avril 1913

## Distribution
- Antonietta Calderari
- Achille Consalvi
- Nino Lacchini
- Roberto Roberti
- Bice Waleran